# Mustapha Boussaid
 (décembre 2018).
Si vous disposez d'ouvrages ou d'articles de référence ou si vous connaissez des sites web de qualité traitant du thème abordé ici, merci de compléter l'article en donnant les références utiles à sa vérifiabilité et en les liant à la section « Notes et références ».
Pour les articles homonymes, voir Boussaid.
Mustapha Boussaid (en arabe : مصطفى بوسعيد) est un footballeur algérien né le 10 octobre 1981 à Aïn Témouchent. Il évolue au poste de défenseur.

## Biographie
Il évolue en Division 1 avec les clubs du CR Belouizdad, du MC Oran, et de l'US Biskra.

## Palmarès
- Accession en Ligue 2 en 2009 avec le CR Témouchent